# Eek (Alaska)
Eek ist ein Ort mit dem Status einer City in der Bethel Census Area in Alaska. Das U.S. Census Bureau hatte bei der Volkszählung 2020 eine Einwohnerzahl von 404 ermittelt. Das Eskimo-Dorf liegt im Yupik-Sprachenraum.

## Geographie
Eek befindet sich im Südwesten von Alaska am linken Flussufer des Eek River, ein linker Nebenfluss des Kuskokwim River, 65 km südsüdwestlich vom Verwaltungszentrum Bethel. Der etwa zwei Meter über dem Meeresspiegel gelegene Ort befindet sich im Yukon-Kuskokwim-Delta und im Schutzgebiet Yukon Delta National Wildlife Refuge. Eek verfügt über den Flugplatz Eek.

## Geschichte
Das Dorf war ursprünglich am Apokak Slough gelegen. In den 1930er Jahren zogen die Bewohner aufgrund andauernden Überflutungen und Erosion an den heutigen Standort von Eek. Eine Schule sowie eine Mission der Herrnhuter Brüdergemeine wurden später in Eek gegründet. Ein Postamt eröffnete 1949. Am 9. Juli 1970 erhielt Eek den Status einer City. Heute lebt die Bevölkerung hauptsächlich von Subsistenzwirtschaft. Der kommerzielle Fischfang ist ein wichtiger saisonaler Wirtschaftsfaktor.

## Demografie
Zum Zeitpunkt der Volkszählung im Jahre 2020 (U.S. Census 2020) hatte Eek 404 Einwohner auf einer Landfläche von 1,68 km². Von den Einwohnern waren 6 Weiße und 371 amerikanisch-indianischer Abstammung.
Beim Zensus im Jahr 2000 wurden 280 Einwohner gezählt, 2010 waren es 296.